# La Petite Maison de thé (film)
Pour les articles homonymes, voir La Petite Maison de thé.
Pour plus de détails, voir Fiche technique et Distribution.
La Petite Maison de thé (The Teahouse of the August Moon) est un film américain réalisé par Daniel Mann, sorti en 1956.

## Synopsis
Au Japon, sur l'île d'Okinawa, peu après la fin de la Seconde Guerre mondiale, le capitaine Fisby est envoyé à Tobiki pour y représenter l'armée d'occupation. Son supérieur, le colonel Wainwright Purdy III, lui affecte comme interprète Sakini, l'un des habitants du village. Grâce à ce dernier et à une jeune geisha surnommée Fleur de lotus, Fisby s'adapte aux coutumes locales et accepte de faire construire une maison de thé.

## Fiche technique
- Titre : La Petite Maison de thé
- Titre original : The Teahouse of the August Moon
- Réalisation : Daniel Mann
- Scénario : John Patrick, d'après sa pièce éponyme (créée à Broadway en 1953), elle-même adaptée du roman de Vern Sneider (en)[1] (publié en 1951)
- Musique : Saul Chaplin (non crédité)
- Direction de la photographie : John Alton et Russell Harlan (non crédité)
- Direction artistique : William A. Horning et Eddie Imazu
- Ensembliers : Hugh Hunt et Edwin B. Willis
- Montage : Harold F. Kress
- Production : Jack Cummings
- Société de production et de distribution : Metro-Goldwyn-Mayer
- Pays de production :  États-Unis
- Genre : comédie
- Format : couleur (Metrocolor)
- Durée : 123 minutes
- Dates de sortie :
  - États-Unis : 29 novembre 1956 (première à New York) / décembre 1956
  - France : 27 février 1957

## Distribution
- Marlon Brando (VF : Bernard Noël) : Sakini
- Glenn Ford : Capitaine Fisby
- Machiko Kyo : Fleur de lotus
- Eddie Albert : Capitaine McLean
- Paul Ford  (VF : Louis de Funes) : Colonel Wainwright Purdy III
- Jun Negami (en) : M. Seiko
- Nijiko Kiyokawa : Mlle Higa Jiga
- Mitsuko Sawamura : La petite fille
- Henry Morgan : Sergent Gregovitch